# Manfred G. Schmidt (Epigraphiker)
Manfred Gerhard Schmidt (* 26. Mai 1952 in Schmalkalden) ist ein deutscher Epigraphiker.

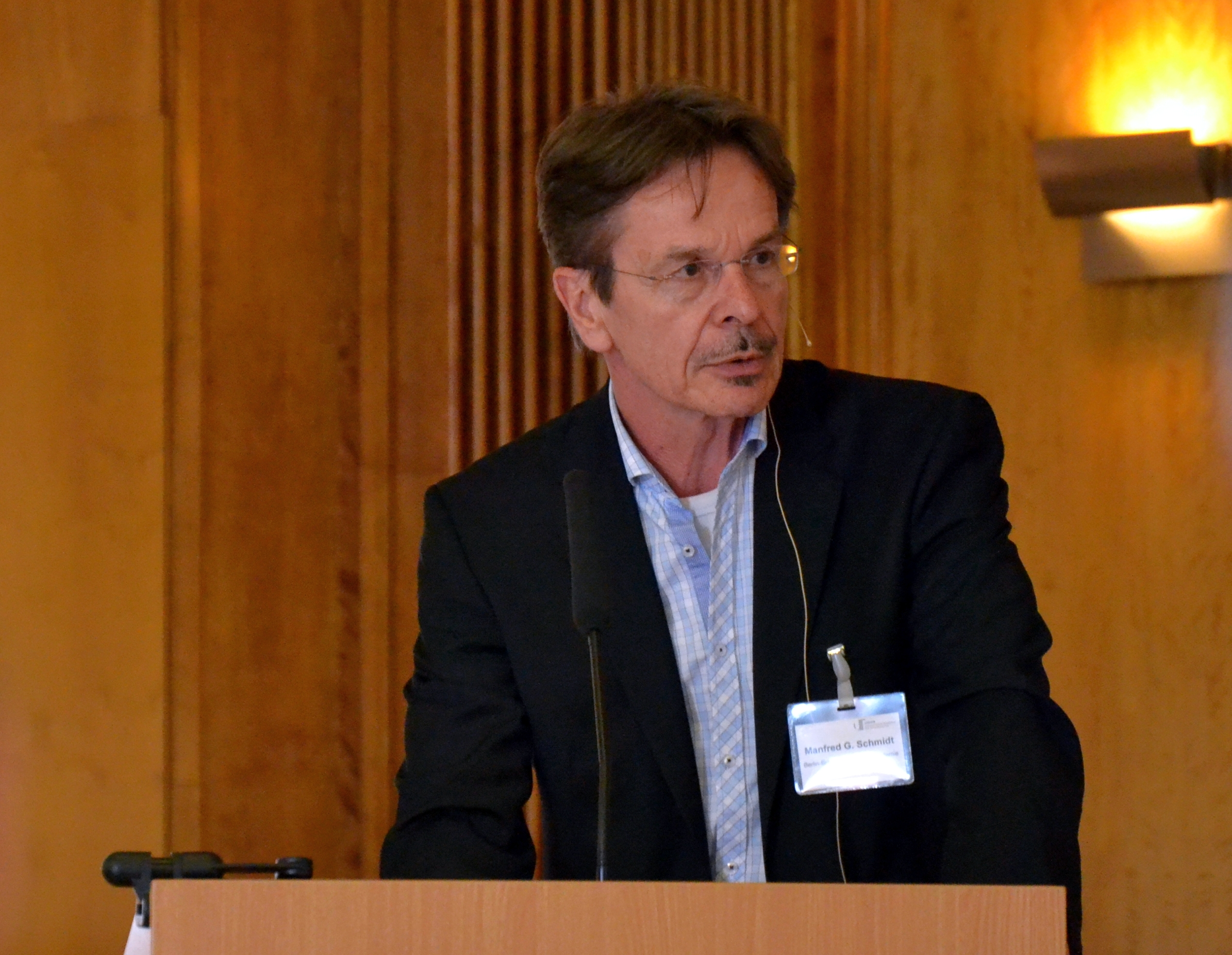
Manfred G. Schmidt spricht auf dem Akademietag 2015.

## Wissenschaftliche Laufbahn
Manfred G. Schmidt studierte 1970/71 Rechtswissenschaft an der Universität Tübingen; er musste sein Studium 1971/72 zur Ableistung des Wehrdienstes unterbrechen. 1973 setzte er sein Studium in Tübingen fort, studierte nun aber Geschichte und seit 1975 zusätzlich Klassische Philologie. 1973/74 war er an der Universität Stuttgart. 1978/79 legte er das Erste Staatsexamen für die Fächer Geschichte und Altphilologie in Tübingen ab und wurde dort Doktorand. Mit der Dissertation Caesar und Cleopatra. Philologischer und historischer Kommentar zu Lucan 10,1–171 wurde Schmidt 1985 bei Joachim Dingel promoviert, Zweitgutachter war Ernst A. Schmidt. Nach der Promotion wurde er wissenschaftlicher Assistent bei der Herausgabe des Handbuchwerkes Aufstieg und Niedergang der römischen Welt. Ein Jahr später wurde er wissenschaftlicher Mitarbeiter des Projektes Inscriptiones Hispaniae Latinae (CIL II2) der Kommission für Alte Geschichte und Epigraphik des Deutschen Archäologischen Instituts in München. Im Wintersemester 1991/92 lehrte Schmidt als Assistent am von Hartmut Wolff geleiteten Lehrstuhl für Alte Geschichte an der Universität Passau. 1992 wurde er wissenschaftlicher Mitarbeiter am von Géza Alföldy geleiteten Projekt Epigraphische Datenbank Heidelberg der Heidelberger Universität und der Heidelberger Akademie der Wissenschaften. Von 1995 bis 2017 leitete er die Arbeitsstelle für das Corpus Inscriptionum Latinarum (CIL) der Berlin-Brandenburgischen Akademie der Wissenschaften (BBAW) in Berlin.
Seit 1990 nahm er mehrere Lehraufträge in den Fächern Römische Geschichte, Klassische Archäologie und Epigraphik wahr: 1990/91 an der Universität München, von 1992 bis 1994 in Heidelberg, 2002 an der Universität Dresden und seit 1999 an der Humboldt-Universität zu Berlin. Im Herbst 2004 war er Gastprofessor an der University of California, Berkeley.
2003 organisierte er den Internationalen Kongress Archäologie und Epigraphik mit, 2006 die Tagung Chapeau, Herr Dessau! Ein Kolloquium zum 150. Geburtstag des Berliner Althistorikers und Epigraphikers, 2010 die AIEGL-Tagung Viae publicae Romanae und 2012 den XIV. Internationalen Kongress für griechische und lateinische Epigraphik, jeweils in Berlin. Schmidt wurde 2002 Mitglied der Association Internationale d’ Épigraphie Grecque et Latine (AIEGL) und 2008 deren Vizepräsident, von 2012 bis 2017 war er deren Präsident. Er ist seit 2006 korrespondierendes Mitglied der Pontificia Accademia Romana di Archeologia und Mitglied des wissenschaftlichen Beirates der Zeitschriften Exemplaria classica und Sylloge epigraphica Barcinonensis.

## Schriften
- Caesar und Cleopatra. Philologischer und historischer Kommentar zu Lucan 10,1–171. Lang, Frankfurt am Main/Bern/New York 1986, ISBN 3-8204-8383-7 (Studien zur klassischen Philologie, Band 25).
- Reflections of Roman life and living. [150 years of the Corpus Inscriptionum Latinarum]. De Gruyter, Berlin/New York 2003. (Online, PDF)
- Einführung in die lateinische Epigraphik. WBG, Darmstadt 2005, 3. durchgesehene Auflage 2015, ISBN 978-3-534-26755-2.
- Via Augusta Baeticae. La vía Augusta de la Bética y sus inscripciones. Libros Pórtico, Zaragoza 2021, ISBN 978-84-7956-212-0.
- Herausgeber: Hermann Dessau (1856–1931). Zum 150. Geburtstag des Berliner Althistorikers und Epigraphikers. Beiträge eines Kolloquiums und wissenschaftliche Korrespondenz des Jubilars. De Gruyter, Berlin/New York 2009, ISBN 978-3-11-021573-1 (Corpvs inscriptionvm Latinarvm, Avctarivm, S.N., Band 3).
- Herausgeber: Miliaria imperii Romani, Corpus Inscriptionum Latinarum Vol. XVII/1. Miliaria provinciae Hispaniae citerioris, ediderunt Manfred G. Schmidt et Camilla Campedelli. Berlin/Boston 2015, ISBN 978-3-11-030944-7 (Corpvs inscriptionvm Latinarvm Vol. XVII/1).